# Scaeurgus unicirrhus
Scaeurgus unicirrhus é uma espécie de molusco pertencente à família Octopodidae.
A autoridade científica da espécie é Delle Chiaje [in de Férussac & d'Orbigny, tendo sido descrita no ano de 1841.
Trata-se de uma espécie presente no território português, incluindo a zona económica exclusiva.